# Пукеничі
Пуке́ничі — село в Україні, у Стрийському районі Львівської області. Населення становить 601 осіб. Орган місцевого самоврядування — Стрийська міська громада.

## Населення

### Мова
Розподіл населення за рідною мовою за даними перепису 2001 року:
| Мова       | Кількість | Відсоток |
| ---------- | --------- | -------- |
| українська | 599       | 99.67%   |
| російська  | 2         | 0.33%    |
| Усього     | 225       | 100%     |

## Політика

### Парламентські вибори, 2019
На позачергових парламентських виборах 2019 року у селі функціонувала окрема виборча дільниця № 461474, розташована у приміщенні будинку культури.
Результати
- зареєстровано 422 виборці, явка 68,72 %, найбільше голосів віддано за партію «Голос» — 24,83 %, за «Слугу народу» — 19,66 %, за «Європейську Солідарність» і партію «Патріот» — по 12,76 %.[2] В одномандатному окрузі найбільше голосів отримав Андрій Кіт (самовисування) — 21,45 %, за Володимира Наконечного (Слуга народу) і Олега Канівця (Громадянська позиція) — по 17,30 %, за Андрія Гергерта (Всеукраїнське об'єднання «Свобода») — 16,61 %[3].

## Відомі люди
У селі народився український поет, художник, перекладач, громадсько-політичний діяч Михайло Левицький.